# Carnavalización
La carnavalización es un concepto desarrollado por el teórico literario ruso Mijaíl Bajtín (1895–1975), que describe un fenómeno cultural y literario caracterizado por la inversión temporal de las normas y jerarquías sociales, permitiendo la libre expresión y la crítica a través del humor y la sátira.

## Origen y desarrollo del concepto
Bajtín introdujo la idea de carnavalización en sus estudios sobre la literatura de François Rabelais, particularmente en su obra La cultura popular en la Edad Media y el Renacimiento (1965). Observó que durante las festividades carnavalescas medievales, se suspendían las normas sociales, permitiendo una interacción libre entre personas de diferentes clases y la expresión de comportamientos normalmente reprimidos. Este ambiente de libertad y subversión se trasladó a la literatura, dando lugar a obras que reflejan estas características.

## Características principales

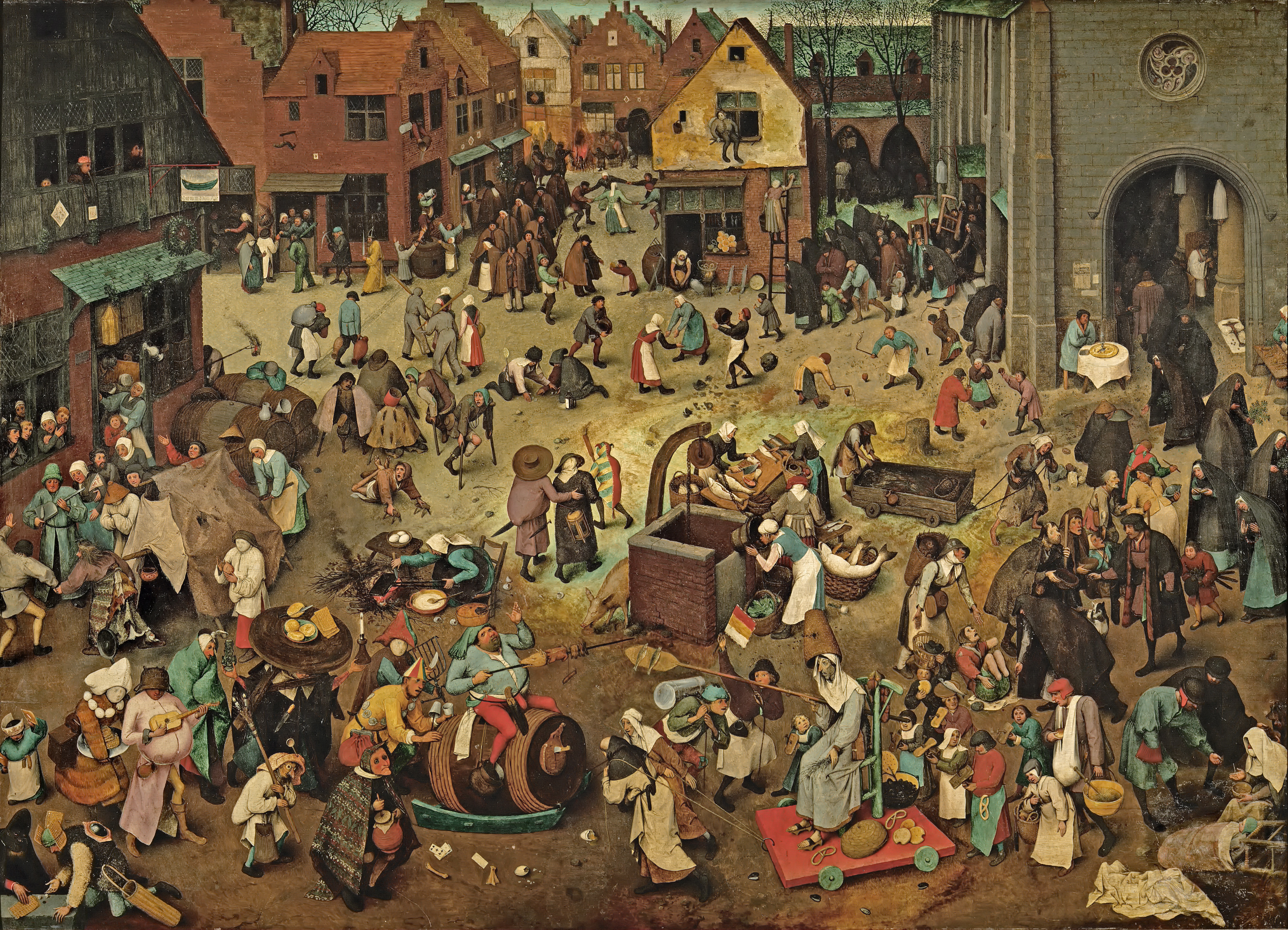
Pieter Brueghel el Viejo, El combate entre Don Carnaval y Doña Cuaresma (1559). Esta obra representa la inversión simbólica del orden social y religioso, donde lo grotesco, lo festivo y lo popular se enfrentan a la solemnidad institucional. La pintura encarna la “segunda vida” del pueblo que Bajtín describe como esencial en la cultura carnavalesca.

El carnaval, para Bajtín, es un cronotopo, es decir, la fusión de un tiempo y un espacio determinados. La carnavalización en la literatura se manifiesta a través de:
- Inversión de jerarquías: Los roles sociales se invierten, permitiendo que lo bajo se eleve y lo alto se degrade.
- Profanación y parodia: Se ridiculizan las normas establecidas y se profanan símbolos sagrados, promoviendo una visión crítica de la realidad.
- Realismo grotesco: Uso de imágenes del cuerpo y sus funciones para destacar la materialidad y la conexión con la tierra.
- Polifonía: Presencia de múltiples voces y perspectivas, sin una autoridad única que imponga una verdad absoluta.[1]

## Aplicaciones y ejemplos
Bajtín identificó la carnavalización en diversas obras literarias, destacando:
- Gargantúa y Pantagruel de François Rabelais: Obra que ejemplifica la inversión de normas y el uso del humor grotesco.[1]
- Novelas de Fiódor Dostoyevski: Caracterizadas por la polifonía y la confrontación de ideas opuestas sin una resolución definitiva.[3]

## Relevancia cultural
El concepto de carnavalización ha influido en estudios de literatura, antropología y sociología, proporcionando una herramienta para analizar cómo las sociedades expresan y negocian tensiones a través de la subversión temporal de normas.